# Palpostoma testaceum
Palpostoma testaceum är en tvåvingeart som beskrevs av Robineau-desvoidy 1830. Palpostoma testaceum ingår i släktet Palpostoma och familjen parasitflugor. Inga underarter finns listade i Catalogue of Life.